# スマホを落としただけなのに 戦慄するメガロポリス
『スマホを落としただけなのに 戦慄するメガロポリス』（スマホをおとしただけなのに せんりつするメガロポリス）は、志駕晃の長編推理小説。『スマホを落としただけなのに』シリーズ第3弾として、宝島社文庫「『このミステリーがすごい!』大賞シリーズ」より2020年1月9日に刊行された。
2024年に映画版が公開された。

## あらすじ
前作での事件の後、桐野良一は留置所から脱獄した殺人鬼・浦井光治が東京オリンピックを標的にした北朝鮮のサイバーテロに協力していると知り、神奈川県警から内閣サイバーセキュリティセンターに出向することになる。
一方、OLの粟野有希は公園でスマホを拾い、落とし主の瀧嶋慎一と恋人になるが、それにより不可解な事態に巻き込まれていく。

## 登場人物

### 主人公
粟野 有希（あわの ゆき）
Aパートの主人公。スマホを落とした瀧嶋慎一と関わったことで事件に巻き込まれる。
映画版では瀬戸千春が富田のスマホを拾うが、人物像は有希と異なる。
竜崎（りゅうざき）
Bパートの主人公。ホステスをスパイに仕立て上げ政治家やマスコミに工作を行っている男。
「竜崎」という名前はとあるテニス漫画から来ており、警察内にいる密通者の「バタフライ」と同一人物である模様。
浦井 光治（うらい みつはる）
Cパートの主人公。猟奇殺人鬼で天才的なブラックハッカー。「丹沢山中連続殺人事件」を起こした。本作にて北朝鮮にスカウトされ、自らの猟奇的嗜好を満たす見返りに東京オリンピックへのテロに協力する。
「浦井光治」という名前は別人のものと判明しているが、本作でもこの名を使い続ける。
桐野 良一（きりの りょういち）
Dパートの主人公。本作では内閣サイバーセキュリティセンターに出向する。
映画版では前作同様、加賀谷学に役割が統合されている。

### その他
崔 淑姫（チェ・スクヒ）
北朝鮮の女性工作員。黒く長い髪の持ち主。
映画版での名前はスミンで、韓国のテロ組織「ムグンファ」のメンバー。
富田 麻美
旧姓は「稲葉」。
瀧嶋 慎一
有希の恋人。
富田 誠
麻美の夫。
蝶野 泰子
竜崎に協力しているホステス。

## 映画
『スマホを落としただけなのに 〜最終章〜 ファイナル ハッキング ゲーム』のタイトルで2024年11月1日に公開された。監督は前作、前々作に引き続き中田秀夫、主演は成田凌。また、本作は韓国でのロケも行われた。

### キャスト（映画）
- 浦野善治：成田凌[1]

猟奇殺人鬼で天才的ブラックハッカー。
- スミン：クォン・ウンビ[1]

反政府組織「ムグンファ」の一員。
- キム・ガンフン：大谷亮平[2]

「ムグンファ」の作戦本部長。日韓首脳会談を狙いテロを企てる。
- 加賀谷美乃里：白石麻衣[2]

前作の後、加賀谷学と結婚。
- 兵藤彰：井浦新[2]

公安部の刑事。加賀谷の父親の元部下。
- チョン・ハクソン：佐野史郎[2]

韓国の剥製師。
- 窪田逸子：真飛聖[2]

内閣官房サイバーセキュリティ室室長。
- 市原旬：利重剛[4]

内閣総理大臣。
- 長瀬明：猪塚健太[2]

闇サイトでハッキング情報を仕入れていた浦野の模倣犯。
- 瀬戸千春：髙石あかり[2]

カフェの店員。正体は浦野を慕うブラックハッカー。
- 富田誠：田中圭（特別出演）[2]

浦野が執着する富田麻美の夫。
- 毒島徹：原田泰造（特別出演）[2]

加賀谷の元上司。
- 加賀谷学：千葉雄大[1]

刑事。元はセキュリティ会社に勤務していた。本作では内閣官房サイバーセキュリティ室に出向する。

### スタッフ（映画）
- 原作：志駕晃『スマホを落としただけなのに 戦慄するメガロポリス』（宝島社文庫）[2]
- 監督：中田秀夫[1][2]
- 脚本：大石哲也[2]
- 音楽：堤博明、カワイヒデヒロ[2]
- 主題歌：imase「Dried Flower」（Virgin Music / ユニバーサル ミュージック）[5]
- 企画プロデュース：刀根鉄太[4]
- プロデューサー：辻本珠子、星野秀樹[4]
- 音楽プロデューサー：溝口大悟、笹原綾[4]
- ラインプロデューサー：及川義幸[4]
- 撮影：花村也寸志[4]
- 照明：志村昭裕[4]
- 美術：塚本周作[4]
- 装飾：松尾文子、大原清孝[4]
- 録音：秋元大輔[4]
- 音響効果：大河原将[4]
- 整音：小林喬[4]
- 編集：青野直子[4]
- 衣装：宮本茉莉[4]
- ヘアメイク：外丸愛[4]
- VFXスーパーバイザー：浅野秀二[4]
- スクリプター：柳沼由加里[4]
- 助監督：佐伯竜一[4]
- 制作担当：馬渕敦史[4]
- 配給：東宝[2]
- 制作プロダクション：ツインズジャパン[2]
- 製作：映画「スマホを落としただけなのに最終章」製作委員会（TBSテレビ、東宝、毎日放送、ツインズジャパン、CBCテレビ、ポニーキャニオン、KDDI、ニッポン放送、ニッポン放送プロジェクト、RKB毎日放送、TBSラジオ、HBC北海道放送、LINEヤフー、読売新聞東京本社）[2]

## 朗読劇
「ニッポン朗読アカデミー」スピンオフ企画・朗読劇の第7回公演。2021年3月5日から3月14日まで銀座博品館劇場にて上演された。脚本は正岡謙一郎、演出は菅沼尚宏。

### キャスト（朗読劇）
日にちごとにキャストの組み合わせが決まっており、同じ俳優が違う日時に違う役を演じることもあった。
公式では公演はマチネとソワレとされているが、以下では昼と夜で記載する。
|              | 3月5日     | 3月6日     | 3月6日     | 3月7日                 | 3月7日                 | 3月8日   | 3月9日     | 3月10日    | 3月11日    | 3月12日    | 3月13日                | 3月13日                | 3月14日    | 3月14日    |
|              | 夜         | 昼         | 夜         | 昼                     | 夜                     | 夜       | 夜         | 夜         | 夜         | 夜         | 昼                     | 夜                     | 昼         | 夜         |
| ------------ | ---------- | ---------- | ---------- | ---------------------- | ---------------------- | -------- | ---------- | ---------- | ---------- | ---------- | ---------------------- | ---------------------- | ---------- | ---------- |
| 瀧嶋慎一     | 比留間俊哉 | 米内佑希   | 馬場惇平   | ランズベリー・アーサー | 榊原優希               | 榊原優希 | 駒田航     | 中島ヨシキ | 伊東健人   | 土田玲央   | 神尾晋一郎             | ランズベリー・アーサー | 西山宏太朗 | 土田玲央   |
| 桐野良一     | 神尾晋一郎 | 馬場惇平   | 米内佑希   | 榊原優希               | ランズベリー・アーサー | 駒田航   | 米内佑希   | 比留間俊哉 | 中島ヨシキ | 伊東健人   | ランズベリー・アーサー | 神尾晋一郎             | 土田玲央   | 西山宏太朗 |
| 粟野有希     | 南早紀     | 吉岡茉祐   | 高木美佑   | 奥野香耶               | 朝日奈丸佳             | 本泉莉奈 | 田中あいみ | 朝日奈丸佳 | 青山吉能   | 若井友希   | 山下七海               | 南早紀                 | 高木美佑   | 青山吉能   |
| 松田美乃里   | 若井友希   | 高木美佑   | 吉岡茉祐   | 朝日奈丸佳             | 奥野香耶               | 奥野香耶 | 吉岡茉祐   | 山下七海   | 本泉莉奈   | 奥野香耶   | 南早紀                 | 山下七海               | 青山吉能   | 高木美佑   |
| 兵頭彰       | 河本邦弘   | 金光宣明   | 金光宣明   | 酒巻光宏               | 酒巻光宏               | 金光宣明 | 酒巻光宏   | 金光宣明   | 酒巻光宏   | 河本邦弘   | 金光宣明               | 金光宣明               | 河本邦弘   | 河本邦弘   |
| ナレーション | 川野剛稔   | 関山美沙紀 | 関山美沙紀 | 川野剛稔               | 川野剛稔               | 柚木涼香 | 川野剛稔   | 関山美沙紀 | 柚木涼香   | 関山美沙紀 | 川野剛稔               | 川野剛稔               | 柚木涼香   | 柚木涼香   |